# Fuvammulah
Fuvammulah is het enige eiland van het Gnaviyani-atol behorende tot de Maldiven.

## Demografie
Fuvammulah telt (stand maart 2007) 5117 vrouwen en 5389 mannen. Fuvammulah is tevens de hoofdstad van dit atol.

## Bestuurlijke indeling
Fuvammulah ligt volledig in het administratieve atol Gnaviyani-atol.